# Beta Comae Berenices
Beta Comae Berenices (β Comae Berenices, β Com) ist ein Hauptreihenstern im Sternbild Haar der Berenike, der etwa 29,78 Lichtjahre von der Sonne entfernt ist. Die Bayer-Bezeichnung "Beta" (β) legt dabei auf den ersten Blick nahe, dass es sich um den zweithellsten Stern im Sternbild handelt. Tatsächlich ist seine scheinbare Helligkeit jedoch etwas höher als die von Alpha Comae Berenices. β Com kann mit dem bloßen Auge beobachtet werden, ist jedoch in städtischen Gebieten mit hoher Lichtverschmutzung kaum zu erkennen.
Der Stern ist der Sonne ähnlich, aber etwas größer und heller in Bezug auf seine absolute Helligkeit. Seine Spektralklasse wird mit F9.5V angegeben, teilweise auch mit G0V. Die effektive Temperatur seiner Oberfläche beträgt 5.936 Kelvin. Mit einem Alter von etwa 3 Milliarden Jahren ist β Com jünger als die Sonne.
Beobachtungen legen eine Rotationsperiode von annähernd 11 bis 13 Tagen nahe. Seine Oberfläche hat einen Aktivitätszyklus von 16,6 Jahren, verglichen mit dem 11-jährigen Zyklus der Sonne. Möglicherweise hat β Com auch einen sekundären Aktivitätszyklus von 9,6 Jahren. Zeitweise wurde vermutet, dass er einen spektroskopischen Begleiter besitzt. Dies wurde jedoch durch genauere Messungen seiner Radialgeschwindigkeit ausgeschlossen. Ebenso gibt es bisher keine Hinweise auf einen Exoplaneten oder eine Trümmerscheibe um β Com.
Die habitable Zone von β Com und damit die Region, wo auf einem erdähnlichen Planeten flüssiges Wasser existieren könnte, erstreckt sich zwischen 0,981 und 1,042 AE Abstand von dem Stern.